# Tate-Gletscher
Der Tate-Gletscher ist ein Gletscher in der antarktischen Ross Dependency. Im Königin-Maud-Gebirge fließt er auf der Südseite des Thomas Spur in östlicher Richtung und mündet gemeinsam mit dem Moffett-Gletscher in den Amundsen-Gletscher.
Der United States Geological Survey kartierte ihn anhand eigener Vermessungen und Luftaufnahmen der United States Navy aus den Jahren von 1960 bis 1964. Das Advisory Committee on Antarctic Names benannte ihn 1967 nach dem US-amerikanischen Geomagnetologen und Seismologen Robert G. Tate, der 1964 zur Winterbesatzung auf der Amundsen-Scott-Südpolstation gehörte.